# East Hope
East Hope est une ville des États-Unis dans le comté de Bonner de l'État de l'Idaho. La population était de 210 au recensement de 2010. 

## Géographie
Selon le bureau du recensement des États-Unis, la ville est étendue au total sur 1,6 km2, 1,4 km2 de terres et 0,2 km2 (9,84 %) d'eau. 

## Démographie
Selon le recensement de 2000, il y avait 200 personnes dont 68 familles habitant la ville. La densité de population était de 140,4 hab.km2. Il y avait 150 habitations revenant à une densité moyenne de 105.3 maisons par kilomètre carré. La répartition des races est de 98,5 % de blancs, 0,5 % d'afro-américains, 0,5 % d'asiatiques, et 0,5 % partageant deux des autres races ou plus.
| 1920 | 1930 | 1940 | 1950 | 1960 | 1970 |
| ---- | ---- | ---- | ---- | ---- | ---- |
| 223  | 115  | 115  | 149  | 154  | 175  |

| 1980 | 1990 | 2000 | 2010 | - | - |
| ---- | ---- | ---- | ---- | - | - |
| 258  | 215  | 200  | 210  | - | - |